# Fayçal Allouche
Pour les articles homonymes, voir Allouche.
Fayçal Allouche (en arabe : فيصل علوش) est un footballeur international algérien né le 5 mai 1969 à Bab El Oued dans la wilaya d'Alger. Il évoluait au poste de défenseur central.

## Biographie

### En club
Il évolue en première division algérienne avec son club formateur, le MC Alger, avant de finir sa carrière footballistique à la JSM Tiaret.

### En équipe nationale
Il reçoit une seule sélection en équipe d'Algérie en 1990. Son seul match avec Les Verts a eu lieu le 11 avril 1990 contre la Suède (nul 1-1).
Il participe à la CAN junior 1989 avec l'équipe d'Algérie.

## Palmarès
MC Alger
- Coupe de la Ligue d'Algérie (1) :
  - Vainqueur : 1997-98.